# 出塚町
出塚町（いでづかちょう）は、群馬県太田市にある地名（町丁）。郵便番号は370-0424。

## 概要
尾島地区にある町丁。

## 地理

### 近隣町丁
- 世良田町
- 徳川町
- 大舘町
- 安養寺町
- 粕川町
- 新田下江田町

## 世帯数と人口
2022年（令和4年）3月31日現在の世帯数と人口は以下の通りである。
| 町丁   | 世帯数  | 人口  |
| ------ | ------- | ----- |
| 出塚町 | 158世帯 | 390人 |

## 交通

### 鉄道
町内に鉄道は通っていない。

### 道路
- 国道17号
- 群馬県道142号綿貫篠塚線
- 群馬県道298号平塚亀岡線

## 施設
- 一本松稲荷神社